# Каумана (пещера)
Каумана (Kaumana) — лавовая пещера на Большом острове Гавайи, образованная в 1881 году в результате извержения вулкана Мауна-Лоа. Протяжённость пещеры составляет 2197 метров.
Пещера расположена недалеко от города Хило. Обрушившийся свод пещеры открывает два легкодоступных входа, которые стали туристической достопримечательностью. Части пещеры проходят под участками, находящимися в частной собственности, то же относится и к некоторым другим в входам в пещеру.